# Schizopygopsis kialingensis
Schizopygopsis kialingensis és una espècie de peix de la família dels ciprínids i de l'ordre dels cipriniformes. Va ser descrit pels ictiòlegs xinesos W.X. Tsao i C.L. Tun el 1962.

## Morfologia
Els adults poden assolir els 12,7 cm de longitud total.

## Distribució geogràfica
Es troba a Gansu (Xina).